# 赵刚 (1971年)
赵刚（1971年1月4日—），辽宁人，中国男子击剑运动员、教练员。他曾参加1996年、2000年和2004年夏季奥运会重剑比赛，还曾获得2002年亚洲运动会男子重剑个人金牌。